# 斑副熱鯛
斑副熱鯛（學名Paretroplus maculatus）是輻鰭魚綱鱸形目隆頭魚亞目慈鯛科下的一種魚類。它們是馬達加斯加的特有種，棲息在河流之中。由於失去棲息地，估計它們只分佈在約100平方米的水域，處於極危情況，並且非常接近從野外滅絕。
其种加词“maculatus”意为“有斑点、斑块、斑纹的”。
在倫敦動物園有飼養及展覽斑副熱鯛。